# Maria Guinot
Maria Guinot (Lisboa, 20 de junho de 1945 – Parede, 3 de novembro de 2018) foi uma cantora portuguesa.

## Biografia
Maria Guinot, de seu verdadeiro nome Maria Adelaide Fernandes Guinot Moreno, nasceu em Lisboa a 20 de Junho de 1945 e com quatro anos foi viver para Almada. Maria Guinot terá parentesco com a cantora Maria Emília Guinot, mas tão afastado que nem se conheciam.
Começou a aprender piano com 4 anos de idade. Finalizou o curso no Conservatório e ingressou no Coro Gulbenkian três anos mais tarde.
Deu início à sua carreira musical em 1968 com um programa de rádio, o que acabou por conduzir à gravação do seu single de estreia. Lança ainda um segundo single com o título "Criança Loura". Colaborou com José Mário Branco, Carlos Mendes e Manuel Freire, entre outros
Na década de 1980 ficou em 3.º lugar no Festival RTP da Canção de 1981, com o tema "Um Adeus, Um Recomeço". Participa no Festival da Canção da Rádio Comercial com os temas "Falar Só Por Falar", "Vai Longe O Tempo" e "Um Viver Diferente". É lançado o single "Falar Só Por Falar".
Em 1984 vence o Festival RTP da Canção com "Silêncio e Tanta Gente". Apesar da excelente recepção, não foi além do 11.º lugar em 19 canções no Festival da Eurovisão.
O tema "Homenagem às Mães da Praça de Maio" é incluído no duplo álbum Cem Anos de Maio, editado pela CGTP em 1986.
No programa "Deixem Passar a Música", gravado para a RTP, Maria Guinot foi acompanhado pela orquestra dirigida por José Mário Branco nas canções "Atlântida", "Balada das Meias Palavras", "Ai Quem Me Dera", "O Baile das Segundas-feiras", "Feiras das Existências" e "A Bela Adormecida". Em play-back apresentou "As Mães da Praça de Maio" e "Saudação a José Afonso" (canção recusada pelo júri do Festival RTP da Canção de 1986, ainda com o nome de "A Título Póstumo").
Em 1987 foi editado o álbum "Esta Palavra Mulher", uma edição de autor. Participa no Festival da Canção desse ano ao assinar a letra de "Imaginem Só", interpretada por Ana Alves.
Colabora no disco "Correspondências", de José Mário Branco, lançado em 1990.
Em 1991 é editado pela UPAV o álbum "Maria Guinot", com produção de José Mário Branco. Participam neste disco José Marinho (piano, teclados), Irene Lima (violoncelo) Luís Oliveira (viola acústica) Tony Rato (baixo eléctrico) Carlos Bica (contrabaixo) Ricardo Ramalho (flauta) Edgar Caramelo (saxofone tenor) João Nuno Represas (percussões) Fernando Ribeiro (acordeão) Maria Guinot (piano) e Artur Moreira (clarinete).
Em 1999, é editado pelo Ediclube o livro "Histórias do Fado", de Maria Guinot, Ruben de Carvalho e José Manuel Osório, sob o tema de "Um século de Fado".
Em 2004, Maria Guinot lança o livro "Memórias de um Espermatozóide Irrequieto", que inclui também um CD com 13 inéditos, de nome "Tudo Passa".
Maria Guinot cede um tema para o disco "UM MAR DE SONS", comemorativo da 100ª edição do roteiro cultural de Oeiras, com nove músicas cantadas ou tocadas por gentes de Oeiras, numa mistura de sons e estilos. Outros nomes que participaram no disco incluem o Coro de Santo Amaro de Oeiras, Fade Out, Pedro Osório, Cramol, Desso Blues Gang, Pedro Carneiro, Flushot e o Coro Infantil de Santo Amaro de Oeiras.
Em 2010 que deixou de tocar piano e abandonou a carreira musical, após três AVC. Veio a falecer vítima de infecção respiratória na Parede, no dia 3 de Novembro de 2018, aos 73 anos. Foi cremada no Cemitério de Barcarena.

## Discografia

### Álbuns de estúdio
- Esta Palavra Mulher (LP, Ed. Autor, 1987)
- Maria Guinot (LP, Upav, 1991)
- Tudo Passa (CD, Âncora Editora, 2004)

### Singlese EP
- La Mère Sans Enfant / Toi, Mon Ami / A Canção Que Eu Canto / Criança Loura (EP, Alvorada, 1968)
- Balada do Negro Só / Silêncios do Luar / Escuta Menino / Poema de Inverno (EP, Alvorada, 1969)
- Um Adeus, Um Recomeço / Poema de Um Dia (Single, Rossil, 1981) ROSS 7074
- Falar Só Por Falar / Um Viver Diferente (Single, Rossil, 1981) ROSS 7085
- Silêncio e Tanta Gente / Estimo que esta carta te encontre de saúde (Single, Dacapo, 1984) Dacapo 14 115012
- Silêncio e Tanta Gente / La silence et la foule / Silence / Augenblick der illusion (EP, Dacapo,1984) Dacapo Especial 3

### Colectâneas
- Venha Cantar Connosco 15 canções de convívio e amizade – 1981
- Cem anos de Maio – 1986 – Homenagem às mães da Praça de Maio
- Festa de Abril – foi apenas ontem (Maria Guinot e Pedro Barroso) – edição da associação 25 de Abril
- Um Mar De Sons – 2005